# Рублівський район
Рублі́вський райо́н — адміністративно-територіальна одиниця УСРР з центром у селі Рублівка, утворена 7 березня 1923 у складі Охтирського повіту Харківської губернії. Проіснувала до 1931 року.

## Історія
Зі створенням 12 квітня 1923 року Богодухівської (Охтирської) округи район увійшов до її складу. 
3 червня 1925 року у зв’язку з ліквідацією Охтирської округи Рублівський район передано  Полтавській окрузі. За даними на 25 лютого 1926 року район складався з 8 сільрад: Березівської, Зайцівської, Лихачівської, Малорублівської, Рублівської, Рябківської, Филенківської, Шевченківської. 
Після ліквідації на території УСРР округ район підпорядковувався безпосередньо центральній владі Української СРР у Харкові. Тоді ж, у 1930 році, до Рублівського району віднесено сільради розформованого Рунівщинського району, які не ввійшли у Полтавську міську Раду. Водночас Рублівський район було зараховано до першої (найнижчої) категорії районів з найнижчими кількостями населення, найменшими перспективами росту та можливостями інтенсифікації господарства. 
3 лютого 1931 року район розформовано з приєднанням його території до Чутівського району.